# Justicia virescens
Justicia virescens är en akantusväxtart som beskrevs av Ridley. Justicia virescens ingår i släktet Justicia och familjen akantusväxter. Inga underarter finns listade i Catalogue of Life.